# Chiffre UBCHI
Le chiffrement UBCHI était utilisé par les Allemands de 1912 à fin 1914, mais John Falconeer mentionne déjà les principes de ce chiffre en 1685 dans son ouvrage Cryptomenysices Patefacta. La clé, valable sur tout le front Ouest, était remplacée tous les huit à dix jours. Celle-ci pouvait être retrouvée par la section Chiffre du Grand quartier général français, à partir de trois messages d'une longueur comparable. L'Allemagne finit par se rendre compte que ce système avait été cassé et, le 18 novembre 1914, l'UBCHI fut retiré du service et remplacé par l'ABC.
Quelques clés historiques:
- Magdeburg an der Elbe
- Kampf und Sieg

## Chiffrement
Soit le message "LE LOUP EST DANS LA BERGERIE". Le mot-clef "ENIGME" a été au préalable transmis au destinataire. Ce mot-clef est converti en une suite de chiffres selon l'ordre alphabétique de chaque lettre. On obtient ainsi 1 6 4 3 5 2 pour "ENIGME".

### Première étape
On établit ensuite une grille dont la largeur correspond à la taille de la clé. La clé, son équivalent numérique et le message sont insérés dans la grille ligne par ligne :
| E | N | I | G | M | E |
| 1 | 6 | 4 | 3 | 5 | 2 |
| L | E | L | O | U | P |
| E | S | T | D | A | N |
| S | L | A | B | E | R |
| G | E | R | I | E |   |

### Deuxième étape
Elle consiste à réécrire les colonnes horizontalement, en suivant leur numérotation (on recopie la colonne 1, puis la 2, etc.). On peut ensuite ajouter plusieurs lettres quelconques (ici un Z), ou même plusieurs lignes complètes aléatoires pour compliquer la cryptanalyse.
| E | N | I | G | M | E |
| 1 | 6 | 4 | 3 | 5 | 2 |
| L | E | S | G | P | N |
| R | O | D | B | I | L |
| T | A | R | U | A | E |
| E | E | S | L | E | Z |

### Troisième étape
On isole à nouveau les colonnes :
| E | N | I | G | M | E |
| 1 | 6 | 4 | 3 | 5 | 2 |
| L | E | S | G | P | N |
| R | O | D | B | I | L |
| T | A | R | U | A | E |
| E | E | S | L | E | Z |

### Quatrième étape
On applique l'écriture ligne par ligne des colonnes selon leur index à nouveau :
| E | N | I | G | M | E |
| 1 | 6 | 4 | 3 | 5 | 2 |
| L | R | T | E | N | L |
| E | Z | G | B | U | L |
| S | D | R | S | P | I |
| A | E | E | O | A | E |

Le message chiffré se lit ligne par ligne : LRTE NLEZ GBUL SDRS PIAE EOAE

## Déchiffrement

### Première étape
On prend les premières lettres du message chiffré "LRTE", on les insère dans la colonne no 1 (selon le mot-clef) de haut en bas. Arrivé en bas de la colonne, on traite la deuxième colonne en insérant les lettres suivantes du message chiffré, en l'occurrence "NLEZ", l'opération se poursuit jusqu'à la fin du message :
| E | N | I | G | M | E |
| 1 | 6 | 4 | 3 | 5 | 2 |
| L |   |   |   |   | N |
| R |   |   |   |   | L |
| T |   |   |   |   | E |
| E |   |   |   |   | Z |

On trouve alors le tableau identique à celui obtenu lors de la deuxième étape du chiffrement. À ce stade, on peut enlever les lettres ajoutées pour contrer la cryptanalyse (ici, un seul Z) :
| E | N | I | G | M | E |
| 1 | 6 | 4 | 3 | 5 | 2 |
| L | E | S | G | P | N |
| R | O | D | B | I | L |
| T | A | R | U | A | E |
| E | E | S | L | E |   |

### Deuxième étape
On extrait le message ligne par ligne : LESGPN RODBIL TARUAE EESLE. On répète l'opération vue à l'étape 1, on insère les lettres au fur et à mesure dans les colonnes correspondantes (LESG pour la colonne 1, PNR pour la colonne 2, etc.) :
| E | N | I | G | M | E |
| 1 | 6 | 4 | 3 | 5 | 2 |
| L |   |   |   |   | P |
| E |   |   |   |   | N |
| S |   |   |   |   | R |
| G |   |   |   |   |   |

À la fin de l'opération, le tableau est complet et le message en clair peut être extrait de la grille :
| E | N | I | G | M | E |
| 1 | 6 | 4 | 3 | 5 | 2 |
| L | E | L | O | U | P |
| E | S | T | D | A | N |
| S | L | A | B | E | R |
| G | E | R | I | E |   |

Ligne par ligne, on obtient "LE LOUP EST DANS LA BERGERIE".

## Cryptanalyse
Vers le 20 août 1914, le bureau de déchiffrement français de Paris parvient à identifier la clef allemande : MAGDEBURG AN DER ELBE (Magdeburg sur l'Elbe). On découvre alors que les Allemands utilisent uniquement la double transposition grâce à une erreur d'un chiffreur allemand. En effet, ce dernier omet d'effectuer la seconde transposition dans un radiotélégramme émis le 19 août. Malheureusement pour les Français, les Allemands changent leur clef le 26 août, et les travaux de déchiffrement sont à refaire.